# Giác Ngộ (báo)
Giác Ngộ là cơ quan ngôn luận của Thành hội Phật giáo thành phố Hồ Chí Minh trực thuộc Giáo hội Phật giáo Việt Nam. Tờ báo được ra đời lần đầu tiên vào ngày 1 tháng 1 năm 1976. Đến ngày 2 tháng 5 năm 2008, báo Giác Ngộ chính thức ra mắt phiên bản Báo điện tử Giác Ngộ hay Giác Ngộ Online. Hiện nay, tờ báo điện tử Giác Ngộ tiếp tục hoạt động song song cùng hai tờ báo giấy là Tuần san và Nguyệt san. Báo Giác Ngộ là cơ quan báo chí Phật giáo có thời gian tồn tại và phát triển liên tục lâu dài nhất trong lịch sử báo chí Việt Nam.

## Lịch sử
Ngày 1 tháng 1 năm 1976, tờ báo Giác Ngộ, cơ quan ngôn luận của Thành hội Phật giáo Thành phố Hồ Chí Minh được thành lập với hai dạng là Nguyệt san và Tuần báo. Tờ Nguyệt san bao gồm phụ trương nghiên cứu Phật học được phát hành 15 hàng tháng và tờ Tuần báo được phát hành thứ sáu hàng tuần.
Sáng ngày 2 tháng 5 năm 2008, báo Giác Ngộ Online hay phiên bản báo điện tử Giác Ngộ chính thức được ra mắt theo đường dẫn giacngo.vn. Lúc này, báo Giác Ngộ do hòa thượng Thích Trí Quảng làm tổng biên tập, hoạt động dưới sự chủ quản của Thành hội Phật giáo Thành phố Hồ Chí Minh. Ngày 9 tháng 5 năm 2009, báo điện tử Giác Ngộ ra mắt phiên bản mới. Nhân kỷ niệm 45 năm, vào ngày 1 tháng 1 năm 2021, báo điện tử Giác Ngộ chính thức ra mắt phiên bản mới.

## Các phiên bản
- Tuần báo Giác Ngộ: thứ sáu hàng tuần.
- Nguyệt san Giác Ngộ: ngày 15 mỗi tháng.
- Giác Ngộ online: giacngo.vn.
- Giác Ngộ TV: @GiacNgoTV (YouTube)